# Ludovico Sabatini d'Anfora
Ludovico Sabatini d'Anfora (Napoli, 1º aprile 1708 – Rocca di Mezzo, 6 luglio 1776) è stato un vescovo cattolico italiano.

## Biografia
Nato a Napoli nel 1708, fu ordinato sacerdote il 10 marzo 1731 ed entrò nei Pii operai catechisti rurali. Il 1º gennaio 1750 fu scelto da Carlo III di Spagna come nuovo vescovo dell'Aquila e fu nominato in tale incarico il 23 febbraio da papa Benedetto XIV; venne consacrato a Roma il 1º marzo da Joaquín Fernández de Portocarrero, cardinale presbitero di Santa Cecilia, insieme ad Antonino Sersale e Giuseppe Maria Ruffo come co-consacranti. Mantenne questo incarico fino alla morte, avvenuta per un ictus nel 1776 a Rocca di Mezzo, e fu sepolto nel duomo dell'Aquila.

## Genealogia episcopale
La genealogia episcopale è:
- Cardinale Sigismund von Kollonitz
- Cardinale Mihály Frigyes von Althann
- Cardinale Juan Álvaro Cienfuegos Villazón, S.I.
- Cardinale Joaquín Fernández de Portocarrero
- Vescovo Ludovico Sabatini d'Anfora